# Uganda na Letnich Igrzyskach Olimpijskich 1972
Ugandyjska reprezentacja na Letnich Igrzyskach Olimpijskich 1972 liczyła 33 sportowców – 31 mężczyzn i 2 kobiety – którzy wystąpili w 3 z 23 dyscyplin, włączonych przez Międzynarodowy Komitet Olimpijski do kalendarza igrzysk. Do Monachium pojechało też siedmiu sportowców rezerwowych. Wśród 33 zawodników znalazło się 9 sportowców pochodzenia hinduskiego (wszyscy startowali w hokeju na trawie). Chorążym reprezentacji był John Akii-Bua.
Dla 28 zawodników był to debiut na igrzyskach olimpijskich (tylko pięciu wystartowało na poprzednich igrzyskach). Najmłodszą reprezentantką Ugandy była szesnastoletnia Rose Musani, najstarszym zaś mający czterdzieści jeden lat Elly Kitamireke.
Ugandyjski Komitet Olimpijski po raz pierwszy wysłał zawodników na letnie igrzyska w 1956 roku i od tego momentu ugandyjscy sportowcy nieprzerwanie startowali w letnich igrzyskach olimpijskich. Igrzyska w Monachium były zatem piątym startem Ugandyjczyków – w poprzednich czterech występach reprezentanci tego kraju zdobyli dwa medale.
W Monachium ugandyjscy sportowcy zdobyli dwa medale. Srebrny zdobył Leo Rwabwogo w wadze muszej, a złoty medal wywalczył John Akii-Bua po spektakularnym zwycięstwie w biegu na 400 metrów przez płotki.

## Tło startu
Narodowy Komitet Olimpijski powstał w 1950 roku, a Międzynarodowy Komitet Olimpijski zatwierdził go w 1956 roku. Uganda na letnich igrzyskach olimpijskich zadebiutowała w 1956 roku (wówczas jako kolonia brytyjska).
Przed startem w Monachium Ugandyjczycy mieli na koncie dwa medale igrzysk olimpijskich wywalczone w boksie cztery lata wcześniej w Meksyku. Srebrny medal zdobył Eridadi Mukwanga, zaś brązowy Leo Rwabwogo.
Wśród przedstawicieli Ugandy było 40 sportowców (w tym siedmiu rezerwowych, którzy nie brali udziału w żadnej konkurencji) i 20 członków delegacji, w tym m.in. Randhir Singh Gentle, Gian Prashar, Henry Semweya-Musoke, Grace Peter Seruwagi. Cała ekipa ugandyjska mieszkała w wiosce olimpijskiej przy Straßberger Strasse.

## Statystyki według dyscyplin
| Lp.     | Sport           | Mężczyźni | Kobiety |
| ------- | --------------- | --------- | ------- |
| 1.      | Boks            | 8         | 0       |
| 2.      | Hokej na trawie | 17        | 0       |
| 3.      | Lekkoatletyka   | 6         | 2       |
| Łącznie | Łącznie         | 31        | 2       |

## Wyniki

### Boks
Ugandę w boksie reprezentowało ośmiu zawodników. Każdy z nich wystartował w jednej konkurencji. Jeden zawodnik rozpoczął zmagania 27 sierpnia, trzech 28 sierpnia, jeden 29 sierpnia, dwóch 30 sierpnia, zaś ostatni zawodnik 1 września.
Pierwszym reprezentantem Ugandy na tych mistrzostwach był Leo Rwabwogo – brązowy medalista w wadze muszej sprzed czterech lat. W Monachium również wystąpił w tejże wadze. W pierwszym pojedynku wygrał przez RSC (w trzeciej rundzie) z Jorge Acuñą z Urugwaju. Trzy dni później (w drugiej fazie zawodów) jego rywalem był Maurice O'Sullivan z Wielkiej Brytanii, z którym także wygrał przez RSC (pierwsza runda). 5 września walczył w trzeciej rundzie z Tajem Chawalitem Orn-Chimem, z którym wygrał jednogłośnie na punkty (4-1). W ćwierćfinale, rozegranym dzień później, pokonał przez RSC Irlandczyka Neila McLaughlina (trzecia runda). 8 września, w walce półfinałowej, Ugandyjczyk wygrał na punkty (3-2) z Kubańczykiem Douglasem Rodríguezem. W finałowej walce, rozegranej 10 września, Rwabwogo walczył z Bułgarem Georgim Kostadinowem, z którym jednak poniósł jednogłośną porażkę na punkty (0-5). Powodem tak wysokiej porażki mogła być domniemana kontuzja kciuka, na którą skarżył się bokser z Ugandy. Rwabwogo został jednak po raz kolejny medalistą olimpijskim w wadze muszej, tym razem srebrnym.
28 sierpnia zmagania rozpoczął kolejny z Ugandyjczyków – startujący w wadze papierowej James Odwori. W pierwszej fazie zawodów zmierzył się z Filipińczykiem Vicente Arsenalem, z którym wygrał przez RSC (druga runda). Tydzień później zmierzył się w drugim pojedynku z Egipcjaninem Saidem Ahmedem El-Ashrym, którego pokonał przez RSC (druga runda). 7 września w walce ćwierćfinałowej został znokautowany przez Koreańczyka Kim U-Gila (druga runda). W łącznej klasyfikacji zajął piąte miejsce (ex aequo z kilkoma innymi zawodnikami).
Tego samego dnia zmagania w wadze półśredniej rozpoczął David Jackson. W pierwszym pojedynku wygrał 3-2 z Rumunem Victorem Zilbermanem. W następnej walce, rozegranej dwa dni później, również zszedł z ringu jako zwycięzca, wygrywając z Władimirem Kolewem z Bułgarii (4-1). 1 września w walce o ćwierćfinał jego przeciwnikiem był reprezentujący Stany Zjednoczone Jesse Valdez (późniejszy brązowy medalista), z którym Ugandyjczyk przegrał jednogłośnie na punkty (1-4). W łącznej klasyfikacji zajął 9. miejsce ex aequo z kilkoma innymi zawodnikami.
Tego samego dnia wystąpił kolejny zawodnik, którym był Matthias Ouma. Wziął on udział w rywalizacji pięściarzy w wadze półciężkiej. Ouma zakończył zmagania jednak już tego samego dnia, ponieważ w pierwszej rundzie pokonał go Węgier Imre Tóth (pojedynek zakończył się wynikiem 2-3).
Dzień później swój pierwszy i zarazem ostatni pojedynek stoczył Deogratias Musoke – bokser wagi piórkowej. W pierwszej rundzie miał wolny los, jednak w drugiej poniósł porażkę 0–5 z reprezentantem Finlandii Jouko Lindberghiem.
30 sierpnia swoje pierwsze i ostatnie pojedynki stoczyli: Mohamed Muruli i John Opio – odpowiednio: waga lekkopółśrednia i waga lekkośrednia. Pierwszy z nich przegrał w pierwszej rundzie 1–4 z Rumunem Calistratem Cuţovem. Opio natomiast miał w pierwszej rundzie wolny los, jednak w drugiej przegrał z Najdenem Stanczewem z Bułgarii (2-3).
1 września swój jedyny pojedynek stoczył Peter Odhiambo – bokser wagi lekkiej. Zaczynał on zmagania od drugiej rundy, ponieważ w pierwszej miał wolny los. W swoim jedynym pojedynku na igrzyskach Odhiambo poniósł jednogłośną porażkę 0–5 z Kolumbijczykiem Alfonso Pérezem.
Zawodnicy
- David Jackson
- Mohamed Muruli
- Deogratias Musoke
- Peter Odhiambo
- James Odwori
- John Opio
- Matthias Ouma
- Leo Rwabwogo

| Zawodnik          | Konkurencja          | 1/32                          | 1/16                               | 1/8                              | Ćwierćfinał                        | Półfinał         | Finał            | Finał   | Źródło        |
| Zawodnik          | Konkurencja          | Przeciwnik Wynik              | Przeciwnik Wynik                   | Przeciwnik Wynik                 | Przeciwnik Wynik                   | Przeciwnik Wynik | Przeciwnik Wynik | Pozycja | Źródło        |
| ----------------- | -------------------- | ----------------------------- | ---------------------------------- | -------------------------------- | ---------------------------------- | ---------------- | ---------------- | ------- | ------------- |
| James Odwori      | waga papierowa       | —                             | Arsenal W RSC (2. runda – 0:50)    | El-Ashry W RSC (2. runda – 2:16) | Kim U-g P nokaut (2. runda – 2:26) | NQ               | NQ               | 5.      | [ 13 ] [ 12 ] |
| Leo Rwabwogo      | waga musza           | Acuña W RSC (3. runda – 2:12) | O'Sullivan W RSC (1. runda – 1:20) | Orn-Chim W 4:1                   | McLaughlin W RSC (3. runda – 1:01) | Rodríguez W 3:2  | Kostadinow P 0:5 | 2.      | [ 11 ]        |
| Deogratias Musoke | waga piórkowa        | BYE                           | Lindbergh P 0:5                    | NQ                               | NQ                                 | NQ               | NQ               | 17.     | [ 16 ]        |
| Peter Odhiambo    | waga lekka           | BYE                           | Pérez P 0:5                        | NQ                               | NQ                                 | NQ               | NQ               | 17.     | [ 19 ]        |
| Mohamed Muruli    | waga lekkopółśrednia | —                             | Cuțov P 1:4                        | NQ                               | NQ                                 | NQ               | NQ               | 17.     | [ 18 ]        |
| David Jackson     | waga półśrednia      | Zilberman W 3:2               | Kolew W 4:1                        | Valdez P 0:5                     | NQ                                 | NQ               | NQ               | 9.      | [ 14 ]        |
| John Opio         | waga lekkośrednia    | BYE                           | Stanczew P 2:3                     | NQ                               | NQ                                 | NQ               | NQ               | 17.     | [ 17 ]        |
| Matthias Ouma     | waga półciężka       | —                             | Tóth P 2:3                         | NQ                               | NQ                                 | NQ               | NQ               | 17.     | [ 15 ]        |

### Hokej na trawie
Na igrzyska wysłano 18 hokeistów reprezentujących Ugandę; tylko jeden (Mustafa Hassan) nie wystąpił w żadnym spotkaniu. 9 zawodników było pochodzenia hinduskiego. Był to jedyny start ugandyjskich hokeistów na trawie w historii igrzysk olimpijskich.
W fazie grupowej Ugandyjczycy trafili do grupy A, w której mieli za rywali reprezentacje: Niemiec Zachodnich, Pakistanu, Malezji, Hiszpanii, Belgii, Francji i Argentyny. Reprezentanci Ugandy nie wygrali żadnego spotkania (trzy zremisowali, a cztery przegrali). Drużyna Argentyny również miała trzy remisy i cztery porażki, jednakże zajęła ona przedostatnie miejsce w grupie przed Ugandą, ponieważ mieli od nich lepszy bilans bramek (Argentyna -5 a Uganda -8). Zawodnicy Ugandy zajęli tym samym ostatnie miejsce w grupie, przez co 7 września zagrali w meczu o 15. miejsce, w którym pokonali reprezentację Meksyku 4–1.
Kapitanem reprezentacji był Rajinder Singh Sandhu. Najskuteczniejszym strzelcem reprezentacji Ugandy został Kuldip Singh Bhogal.

#### Faza grupowa
| Zespół           | Pkt | M | W | R | P | Br+ | Br- | +/- |
| ---------------- | --- | - | - | - | - | --- | --- | --- |
| Niemcy Zachodnie | 13  | 7 | 6 | 1 | 0 | 17  | 5   | +12 |
| Pakistan         | 11  | 7 | 5 | 1 | 1 | 17  | 6   | +11 |
| Malezja          | 9   | 7 | 4 | 1 | 2 | 9   | 7   | +2  |
| Hiszpania        | 8   | 7 | 2 | 4 | 1 | 9   | 8   | +1  |
| Belgia           | 5   | 7 | 2 | 1 | 4 | 8   | 14  | -6  |
| Francja          | 4   | 7 | 2 | 0 | 5 | 6   | 13  | -7  |
| Argentyna        | 3   | 7 | 0 | 3 | 4 | 4   | 9   | -5  |
| Uganda           | 3   | 7 | 0 | 3 | 4 | 6   | 14  | -8  |

#### Wyniki spotkań
Opracowano na podstawie materiałów źródłowych:.
| 27 sierpnia 1972 | Uganda Paul Adiga 60' | 1-3(0:1)Raport (strona 404) | Malezja 10' Harnahal Singh 47' Ramalingam Pathmarajah 57' Murugesan Mahendran | Sędzia: Peter Lake, Randolph Selman |
|                  |                       |                             |                                                                               |                                     |

| 28 sierpnia 1972 | Uganda Kuldip Singh Bhogal 68' | 1-3(0:1)Raport (strona 405) | Francja 21' Patrick Burtschell 40' Francis Coutou 44' Charles Pous | Sędzia: Cho Myong-yul, Kasuo Oki |
|                  |                                |                             |                                                                    |                                  |

| 29 sierpnia 1972 | Uganda Amarjit Singh Sandhu 38' | 1-3(0:2)Raport (strona 405) | Pakistan 14' Akhtarul Islam 23' Mudassar Asghar 64' Muhammad Shahnaz | Sędzia: Cho Myong-yul, Kasuo Oki |
|                  |                                 |                             |                                                                      |                                  |

| 31 sierpnia 1972 | Uganda | 0-0(0:0)Raport (strona 406) | Argentyna | Sędzia: A.W. Petrus Roef, Kasuo Oki |
|                  |        |                             |           |                                     |

| 1 września 1972 | Uganda Kuldip Singh Bhogal 26' | 1-1(1:1)Raport (strona 407) | Niemcy Zachodnie 10' Michael Krause | Sędzia: Nemi Chand Agarwal, Peter Lake |
|                 |                                |                             |                                     |                                        |

| 3 września 1972 | Uganda | 0-2(0:0)Raport (strona 407) | Belgia 61' Patrick Gillard 67' Jean–François Gilles | Sędzia: A.W. Petrus Roef, Aziz Iskandar |
|                 |        |                             |                                                     |                                         |

| 4 września 1972 | Uganda 26' Kuldip Singh Bhogal 28' William Lobo | 2-2(2:2)Raport (strona 408) | Hiszpania 5' Jörge Fabregas 8' José Salles | Sędzia: Randolph Selman, Sarosh Nagarwala |
|                 |                                                 |                             |                                            |                                           |

| 7 września 1972 | Uganda 30' Rajinder Singh Sandhu 52' Jagdish Singh Kapoor 53' Ajit Singh Bhogal 55' Kuldip Singh Bhogal | 4-1(1:1)Raport (strona 415) | Meksyk 11' Oscar Huacuja Mercadillo | Sędzia: Ahmed Abrar, Willy Arber |
|                 | |                             |                                     |                                  |

#### Składy na poszczególne spotkania
|                                                     |                           |                |     |
|                                                     |                           |                |     |
| 1                                                   | Joseph Kagimu             | 56'            |     |
| 2                                                   | Herbert Kajumba           |                |     |
| 3                                                   | Jagdish Singh Kapoor      | Zielona kartka |     |
| 4                                                   | Upkar Singh Kapoor        |                |     |
| 5                                                   | Rajinder Singh Sandhu (k) |                |     |
| 6                                                   | Kuldip Singh Bhogal       | Zielona kartka |     |
| 7                                                   | Ajaip Singh Matharu       | 46'            |     |
| 8                                                   | Amarjit Singh Sandhu      |                |     |
| 9                                                   | Polycarp Pereira          |                |     |
| 10                                                  | William Lobo              |                |     |
| 11                                                  | Paul Adiga                | 60'            |     |
| Zmiany:                                             |                           |                |     |
| 12                                                  | Isaac Chirwa              |                | 46' |
| 13                                                  | Elly Kitamireke           |                | 56' |
| Rezerwowi:                                          |                           |                |     |
| 14                                                  | George Moraes             |                |     |
| 15                                                  | Malkit Singh Sondh        |                |     |
| 16                                                  | Avtar Singh Bhurji        |                |     |
| 17                                                  | Ajit Singh Bhogal         |                |     |
| 18                                                  | Mustafa Hassan            |                |     |
| Trener: Randhir Singh Gentle Menedżer: Gian Prashar |                           |                |     |
| Data: 27 sierpnia 1972                              |                           |                |     |

|                                                     |                           |                |     |
|                                                     |                           |                |     |
| 2                                                   | Herbert Kajumba           | Zielona kartka |     |
| 3                                                   | Jagdish Singh Kapoor      |                |     |
| 4                                                   | Upkar Singh Kapoor        |                |     |
| 5                                                   | Rajinder Singh Sandhu (k) |                |     |
| 6                                                   | Kuldip Singh Bhogal       | 68'            |     |
| 10                                                  | William Lobo              |                |     |
| 11                                                  | Paul Adiga                | 47'            |     |
| 13                                                  | Elly Kitamireke           |                |     |
| 14                                                  | George Moraes             |                |     |
| 15                                                  | Malkit Singh Sondh        |                |     |
| 16                                                  | Avtar Singh Bhurji        |                |     |
| Zmiany:                                             |                           |                |     |
| 8                                                   | Amarjit Singh Sandhu      |                | 47' |
| Rezerwowi:                                          |                           |                |     |
| 1                                                   | Joseph Kagimu             |                |     |
| 7                                                   | Ajaip Singh Matharu       |                |     |
| 9                                                   | Polycarp Pereira          |                |     |
| 12                                                  | Isaac Chirwa              |                |     |
| 17                                                  | Ajit Singh Bhogal         |                |     |
| 18                                                  | Mustafa Hassan            |                |     |
| Trener: Randhir Singh Gentle Menedżer: Gian Prashar |                           |                |     |
| Data: 28 sierpnia 1972                              |                           |                |     |

|                                                     |                           |                |  |
|                                                     |                           |                |  |
| 2                                                   | Herbert Kajumba           | Zielona kartka |  |
| 3                                                   | Jagdish Singh Kapoor      |                |  |
| 4                                                   | Upkar Singh Kapoor        |                |  |
| 5                                                   | Rajinder Singh Sandhu (k) |                |  |
| 6                                                   | Kuldip Singh Bhogal       |                |  |
| 8                                                   | Amarjit Singh Sandhu      | 38'            |  |
| 10                                                  | William Lobo              |                |  |
| 11                                                  | Paul Adiga                |                |  |
| 13                                                  | Elly Kitamireke           |                |  |
| 14                                                  | George Moraes             |                |  |
| 16                                                  | Avtar Singh Bhurji        |                |  |
| Rezerwowi:                                          |                           |                |  |
| 1                                                   | Joseph Kagimu             |                |  |
| 7                                                   | Ajaip Singh Matharu       |                |  |
| 9                                                   | Polycarp Pereira          |                |  |
| 12                                                  | Isaac Chirwa              |                |  |
| 15                                                  | Malkit Singh Sondh        |                |  |
| 17                                                  | Ajit Singh Bhogal         |                |  |
| 18                                                  | Mustafa Hassan            |                |  |
| Trener: Randhir Singh Gentle Menedżer: Gian Prashar |                           |                |  |
| Data: 29 sierpnia 1972                              |                           |                |  |

|                                                     |                           |     |  |
|                                                     |                           |     |  |
| 1                                                   | Joseph Kagimu             |     |  |
| 2                                                   | Herbert Kajumba           |     |  |
| 3                                                   | Jagdish Singh Kapoor      |     |  |
| 4                                                   | Upkar Singh Kapoor        |     |  |
| 5                                                   | Rajinder Singh Sandhu (k) |     |  |
| 6                                                   | Kuldip Singh Bhogal       |     |  |
| 10                                                  | William Lobo              |     |  |
| 14                                                  | George Moraes             |     |  |
| 15                                                  | Malkit Singh Sondh        | 37' |  |
| 16                                                  | Avtar Singh Bhurji        |     |  |
| 17                                                  | Ajit Singh Bhogal         |     |  |
| Zmiany:                                             |                           |     |  |
| 8                                                   | Amarjit Singh Sandhu      | 37' |  |
| Rezerwowi:                                          |                           |     |  |
| 7                                                   | Ajaip Singh Matharu       |     |  |
| 9                                                   | Polycarp Pereira          |     |  |
| 11                                                  | Paul Adiga                |     |  |
| 12                                                  | Isaac Chirwa              |     |  |
| 13                                                  | Elly Kitamireke           |     |  |
| 18                                                  | Mustafa Hassan            |     |  |
| Trener: Randhir Singh Gentle Menedżer: Gian Prashar |                           |     |  |
| Data: 31 sierpnia 1972                              |                           |     |  |

|                                                     |                           |                                 |  |
|                                                     |                           |                                 |  |
| 1                                                   | Joseph Kagimu             |                                 |  |
| 2                                                   | Herbert Kajumba           |                                 |  |
| 3                                                   | Jagdish Singh Kapoor      | Zielona kartka                  |  |
| 4                                                   | Upkar Singh Kapoor        |                                 |  |
| 5                                                   | Rajinder Singh Sandhu (k) |                                 |  |
| 6                                                   | Kuldip Singh Bhogal       | 26'                             |  |
| 8                                                   | Amarjit Singh Sandhu      |                                 |  |
| 11                                                  | Paul Adiga                |                                 |  |
| 14                                                  | George Moraes             |                                 |  |
| 16                                                  | Avtar Singh Bhurji        | Zielona kartka · Zielona kartka |  |
| 17                                                  | Ajit Singh Bhogal         | Zielona kartka                  |  |
| Rezerwowi:                                          |                           |                                 |  |
| 7                                                   | Ajaip Singh Matharu       |                                 |  |
| 9                                                   | Polycarp Pereira          |                                 |  |
| 10                                                  | William Lobo              |                                 |  |
| 12                                                  | Isaac Chirwa              |                                 |  |
| 13                                                  | Elly Kitamireke           |                                 |  |
| 15                                                  | Malkit Singh Sondh        |                                 |  |
| 18                                                  | Mustafa Hassan            |                                 |  |
| Trener: Randhir Singh Gentle Menedżer: Gian Prashar |                           |                                 |  |
| Data: 1 września 1972                               |                           |                                 |  |

|                                                     |                           |                |  |
|                                                     |                           |                |  |
| 1                                                   | Joseph Kagimu             |                |  |
| 2                                                   | Herbert Kajumba           | Zielona kartka |  |
| 3                                                   | Jagdish Singh Kapoor      |                |  |
| 4                                                   | Upkar Singh Kapoor        |                |  |
| 5                                                   | Rajinder Singh Sandhu (k) |                |  |
| 6                                                   | Kuldip Singh Bhogal       |                |  |
| 8                                                   | Amarjit Singh Sandhu      |                |  |
| 14                                                  | George Moraes             |                |  |
| 15                                                  | Malkit Singh Sondh        | 36'            |  |
| 16                                                  | Avtar Singh Bhurji        |                |  |
| 17                                                  | Ajit Singh Bhogal         |                |  |
| Zmiany:                                             |                           |                |  |
| 10                                                  | William Lobo              | 36'            |  |
| Rezerwowi:                                          |                           |                |  |
| 7                                                   | Ajaip Singh Matharu       |                |  |
| 9                                                   | Polycarp Pereira          |                |  |
| 10                                                  | Paul Adiga                |                |  |
| 12                                                  | Isaac Chirwa              |                |  |
| 13                                                  | Elly Kitamireke           |                |  |
| 18                                                  | Mustafa Hassan            |                |  |
| Trener: Randhir Singh Gentle Menedżer: Gian Prashar |                           |                |  |
| Data: 3 września 1972                               |                           |                |  |

|                                                     |                           |     |  |
|                                                     |                           |     |  |
| 1                                                   | Joseph Kagimu             |     |  |
| 2                                                   | Herbert Kajumba           |     |  |
| 3                                                   | Jagdish Singh Kapoor      |     |  |
| 4                                                   | Upkar Singh Kapoor        |     |  |
| 5                                                   | Rajinder Singh Sandhu (k) |     |  |
| 6                                                   | Kuldip Singh Bhogal       | 26' |  |
| 8                                                   | Amarjit Singh Sandhu      |     |  |
| 10                                                  | William Lobo              | 28' |  |
| 14                                                  | George Moraes             |     |  |
| 16                                                  | Avtar Singh Bhurji        |     |  |
| 17                                                  | Ajit Singh Bhogal         |     |  |
| Rezerwowi:                                          |                           |     |  |
| 7                                                   | Ajaip Singh Matharu       |     |  |
| 9                                                   | Polycarp Pereira          |     |  |
| 10                                                  | Paul Adiga                |     |  |
| 12                                                  | Isaac Chirwa              |     |  |
| 13                                                  | Elly Kitamireke           |     |  |
| 15                                                  | Malkit Singh Sondh        |     |  |
| 18                                                  | Mustafa Hassan            |     |  |
| Trener: Randhir Singh Gentle Menedżer: Gian Prashar |                           |     |  |
| Data: 4 września 1972                               |                           |     |  |

|                                                     |                           |     |  |
|                                                     |                           |     |  |
| 3                                                   | Jagdish Singh Kapoor      | 52' |  |
| 4                                                   | Upkar Singh Kapoor        |     |  |
| 5                                                   | Rajinder Singh Sandhu (k) | 30' |  |
| 6                                                   | Kuldip Singh Bhogal       | 55' |  |
| 7                                                   | Ajaip Singh Matharu       |     |  |
| 8                                                   | Amarjit Singh Sandhu      |     |  |
| 10                                                  | William Lobo              |     |  |
| 12                                                  | Isaac Chirwa              |     |  |
| 13                                                  | Elly Kitamireke           |     |  |
| 14                                                  | George Moraes             |     |  |
| 17                                                  | Ajit Singh Bhogal         | 53' |  |
| Rezerwowi:                                          |                           |     |  |
| 1                                                   | Joseph Kagimu             |     |  |
| 2                                                   | Herbert Kajumba           |     |  |
| 9                                                   | Polycarp Pereira          |     |  |
| 11                                                  | Paul Adiga                |     |  |
| 15                                                  | Malkit Singh Sondh        |     |  |
| 16                                                  | Avtar Singh Bhurji        |     |  |
| 18                                                  | Mustafa Hassan            |     |  |
| Trener: Randhir Singh Gentle Menedżer: Gian Prashar |                           |     |  |
| Data: 7 września 1972                               |                           |     |  |

### Lekkoatletyka

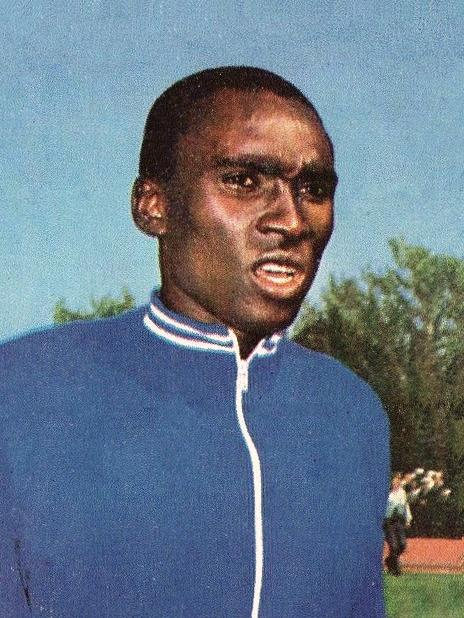
Mistrz olimpijski John Akii-Bua (zdjęcie z 1972 roku).

Ugandę w lekkoatletyce reprezentowało ośmioro zawodników (6 mężczyzn i 2 kobiety). 6 zawodników wystartowało w jednej konkurencji, a dwóch w dwóch konkurencjach. Dwóch sportowców rozpoczęło zmagania 31 sierpnia, jeden 1 września, jeden 2 września, dwoje 3 września, a pozostali 4 września i 10 września.
Jednym z pierwszych lekkoatletów ugandyjskich, którzy startowali w Monachium, był William Dralu, który wziął udział w rywalizacji sprinterów w biegu na 100 metrów. Dralu startował z trzeciego toru w szóstym biegu eliminacyjnym. Z wynikiem 10,92 zajął 7. miejsce, co nie dało mu awansu do następnej rundy. W łącznej klasyfikacji pierwszej rundy zajął 68. miejsce ex aequo z dwoma zawodnikami na 85 sprinterów, którzy wystąpili w eliminacjach. Zwycięzcą tej konkurencji został Wałerij Borzow ze Związku Radzieckiego.
Dralu startował również trzy dni później w eliminacjach biegu na 200 metrów. Biegał w dziewiątym biegu eliminacyjnym (z toru pierwszego). Osiągnął wynik 21,87, który był szóstym wynikiem w tymże biegu kwalifikacyjnym, a w łącznej klasyfikacji pierwszej rundy, wśród 57 sprinterów, wyprzedził tylko ośmiu zawodników (miał taki sam czas jak Malezyjczyk Zain-ud-Din bin Abdul Wahab). Nie awansował do ćwierćfinałów. Również i w tej konkurencji złoto olimpijskie zdobył Wałerij Borzow z ZSRR.
31 sierpnia zmagania rozpoczął drugi z Ugandyjczyków – był nim John Akii-Bua, startujący w biegu na 400 metrów przez płotki. Z czasem 50,35 zwyciężył w czwartym biegu eliminacyjnym, startując z drugiego toru i tym samym awansował do półfinału (choć wielu zawodników miało od niego lepszy czas). W dzień później rozegranych półfinałach Akii-Bua okazał się najlepszy; biegając na drugim torze, zwyciężył w pierwszym półfinale i awansował do finału. 2 września Akii-Bua wystąpił w biegu finałowym. Wylosował w nim niewygodny, pierwszy tor. Nie był faworytem tego biegu (choćby ze względu na tor, jaki wylosował). W biegu finałowym przez większość wyścigu prowadził David Hemery, jednak Ugandyjczyk wyprzedził go na ósmym płotku i stale powiększał przewagę. Akii-Bua przyspieszył jeszcze na ostatnich 100 metrach i zwyciężył z przewagą 0,69 sekundy nad Amerykaninem Ralphem Mannem. Ponadto jego wynik 47,82 został nowym rekordem świata.

Po moim zwycięstwie i zakończeniu rundy honorowej spotkałem trenera Malcolma Arnolda [trener ugandyjskich lekkoatletów]. Jego obecność spowodowała u mnie podniecenie, upadłem i miałem łzy w oczach... Podczas odegrania ugandyjskiego hymnu narodowego stanąłem na baczność wraz z widzami na trybunach, by oddać hołd temu małemu państwu, w którym niebawem miało dojść do krwawych rządów.

1 września w eliminacjach biegu na 3000 metrów z przeszkodami wystąpił Vitus Ashaba. Zajął on 10. miejsce w pierwszym biegu eliminacyjnym (z czasem 8:45,0) i nie awansował do biegu finałowego. W eliminacjach uzyskał 34. czas (startowało 49 zawodników). W biegu finałowym zwyciężył Kipchoge Keino.
Ten sam zawodnik wystąpił również w eliminacjach biegu na 1500 metrów. Zajął ósme miejsce w czwartym biegu eliminacyjnym, a w łącznej klasyfikacji eliminacji miejsce 44. (uzyskał taki sam czas jak Mohamed Kacemi z Algierii), a tym samym odpadając z zawodów. Złoto olimpijskie zdobył Pekka Vasala.
Następnego dnia występy na igrzyskach rozpoczęła Judith Ayaa, która wystąpiła w biegu na 400 metrów. Startując z drugiego toru w pierwszym biegu eliminacyjnym, uzyskała czas 52,85, który dał jej czwarte miejsce w biegu i awans do ćwierćfinału. Dzień później Ayaa wystąpiła w drugim biegu ćwierćfinałowym, w którym zajęła, dające jej awans do półfinału, trzecie miejsce (biegała na siódmym torze). W pierwszym biegu półfinałowym (w którym wylosowała drugi tor) zajęła jednak dopiero siódme miejsce, które nie dało jej awansu do finału (zwyciężyła w nim Monika Zehrt).
Dwoje ugandyjskich lekkoatletów zaczęło swoje zmagania 3 września. Jeszcze tego samego dnia starty w igrzyskach zakończył trójskoczek Abraham Munabi. Został przydzielony do grupy B. W pierwszym skoku uzyskał odległość 14,72 m. W drugim skoku poprawił się o ponad metr (15,82), a trzeci skok spalił. Jego wynik nie dał mu awansu do finału. Zajął 22. miejsce (wśród 36 zawodników). Zwycięzcą tej konkurencji został Wiktor Saniejew.
Podobnie jak Munabi, tego samego dnia swoje starty w Monachium rozpoczął i zakończył Silver Ayoo – lekkoatleta, który wystąpił w eliminacjach biegu na 400 metrów. Biegał w pierwszym wyścigu eliminacyjnym, w którym wylosował ósmy tor. Uzyskawszy czas 47,04, zajął siódme miejsce w swoim biegu, a w klasyfikacji łącznej 41. miejsce wśród 63 sprinterów. W zawodach zwyciężył Vincent Matthews.
4 września zmagania rozpoczęła przedostatnia reprezentantka Ugandy w lekkoatletyce Rose Musani. W eliminacjach biegu na 200 metrów wylosowała piąty tor w czwartym biegu eliminacyjnym. Zajęła w nim piąte miejsce (z czasem 25,37) i awansowała do ćwierćfinału. W ćwierćfinale, rozegranym tego samego dnia, biegła w drugim biegu na torze szóstym. Zajęła w nim jednak ostatnie miejsce i nie awansowała do półfinału. Mistrzynią olimpijską została Renate Stecher.
Ostatnim ugandyjskim lekkoatletą startującym w Monachium był Fulgence Rwabu, maratończyk. 10 września wystartował w biegu liczącym nieco ponad 42 kilometry. Dobiegł do mety na 59. miejscu (osiągnął czas 2:57:04,4). Zwycięzcą został Frank Shorter.
Mężczyźni
- William Dralu
- John Akii-Bua
- Vitus Ashaba
- Abraham Munabi
- Silver Ayoo
- Fulgence Rwabu

Kobiety
- Judith Ayaa
- Rose Musani

| Zawodnik       | Konkurencja                   | Eliminacje | Eliminacje | Ćwierćfinał | Ćwierćfinał | Półfinał | Półfinał | Finał     | Finał   | Źródło |
| Zawodnik       | Konkurencja                   | Rezultat   | Miejsce    | Rezultat    | Miejsce     | Rezultat | Miejsce  | Rezultat  | Miejsce | Źródło |
| -------------- | ----------------------------- | ---------- | ---------- | ----------- | ----------- | -------- | -------- | --------- | ------- | ------ |
| William Dralu  | bieg na 100 m                 | 10,92      | 68.        | NQ          | NQ          | NQ       | NQ       | NQ        | NQ      | [ 67 ] |
| William Dralu  | bieg na 200 m                 | 21,87      | 49.'       | NQ          | NQ          | NQ       | NQ       | NQ        | NQ      | [ 67 ] |
| Silver Ayoo    | bieg na 400 m                 | 47,04      | 41.        | NQ          | NQ          | NQ       | NQ       | NQ        | NQ      | [ 68 ] |
| Vitus Ashaba   | bieg na 1500 m                | 3:45,2     | 44.        | —           | —           | NQ       | NQ       | NQ        | NQ      | [ 69 ] |
| Fulgence Rwabu | maraton                       | —          | —          | —           | —           | —        | —        | 2:57:04,4 | 59.     | [ 70 ] |
| John Akii-Bua  | bieg na 400 m przez płotki    | 50,35      | 14. Q      | —           | —           | 49,25    | 1. Q     | 47,82     | 1.      | [ 71 ] |
| Vitus Ashaba   | bieg na 3000 m z przeszkodami | 8:45,0     | 34.        | —           | —           | —        | —        | NQ        | NQ      | [ 69 ] |

| Zawodnik       | Konkurencja | Kwalifikacje | Kwalifikacje | Finał    | Finał   | Źródło |
| Zawodnik       | Konkurencja | Rezultat     | Miejsce      | Rezultat | Miejsce | Źródło |
| -------------- | ----------- | ------------ | ------------ | -------- | ------- | ------ |
| Abraham Munabi | trójskok    | 15,82        | 22.          | NQ       | NQ      | [ 72 ] |

Kobiety
| Zawodniczka | Konkurencja   | Eliminacje | Eliminacje | Ćwierćfinał | Ćwierćfinał | Półfinał | Półfinał | Finał    | Finał   | Źródło |
| Zawodniczka | Konkurencja   | Rezultat   | Miejsce    | Rezultat    | Miejsce     | Rezultat | Miejsce  | Rezultat | Miejsce | Źródło |
| ----------- | ------------- | ---------- | ---------- | ----------- | ----------- | -------- | -------- | -------- | ------- | ------ |
| Rose Musani | bieg na 200 m | 25,37      | 33. Q      | 25,28       | 29.         | NQ       | NQ       | NQ       | NQ      | [ 73 ] |
| Judith Ayaa | bieg na 400 m | 52,85      | 12. Q      | 52,68       | 15. Q       | 52,91    | 14.      | NQ       | NQ      | [ 74 ] |

## Po igrzyskach

### Nagrody
Za zdobycie złotego medalu John Akii-Bua, jako oficer policji, otrzymał awans od ówczesnego dyktatora Ugandy Idiego Amina, a także dom w Kampali (był to dom przywłaszczony przez Amina, którego właścicielem był najprawdopodobniej jeden z mieszkańców Indii, wypędzonych przez Amina w 1972). Imieniem Johna Akii-Buy zostały też nazwane jedna z alei w Kampali i stadion sportowy w jego rodzinnym mieście, tj. Lirze.

### Reakcja na zamach terrorystyczny
W dniu zakończenia igrzysk, czyli 11 września 1972, Idi Amin, ówczesny dyktator i przywódca Ugandy, wysłał telegram do sekretarza generalnego ONZ Kurta Waldheima, w którym poparł masakrę izraelskich sportowców w Monachium i stwierdził, że było to najodpowiedniejsze do tego miejsce. Amin wezwał ONZ, aby pozbawić Izrael członkostwa w organizacji, a także apelował by przesiedlić wszystkich Izraelczyków do Wielkiej Brytanii. 18 kopii tego telegramu wysłano do Jasira Arafata i Goldy Meir.
„Telegram Hitlera” napisany przez Amina wywołał ostre reakcje na całym świecie. Niektórzy uważali, że Amin jest niestabilny umysłowo. Izraelski minister spraw zagranicznych Abba Eban twierdził, że to nieludzkie chwalić dokonania Hitlera i Holocaustu:

Świat zmuszony jest ujawnić ten telegram w jak najbardziej jednoznaczny sposób, by ukazać obrzydliwość w nim zawartą, [świat] powinien też podjąć właściwe działania.

.
Jego słowa były szeroko publikowane w prasie na całym świecie.